# 富田林駅
富田林駅（とんだばやしえき）は、大阪府富田林市本町にある、近畿日本鉄道（近鉄）長野線の駅。駅番号はO18。

## 歴史
- 1898年（明治31年）4月14日：河陽鉄道の古市 - 当駅間開通時に開業[1]。
- 1899年（明治32年）5月11日：河陽鉄道の路線を河南鉄道が継承、同社の駅となる[1]。
- 1902年（明治35年）3月25日：当駅 - 滝谷不動間延伸開業[1]。
- 1919年（大正8年）3月8日：社名変更により大阪鉄道の駅となる[1]。
- 1943年（昭和18年）2月1日：関西急行鉄道が大阪鉄道を合併、関西急行鉄道長野線の駅となる[1]。
- 1944年（昭和19年）6月1日：戦時統合により関西急行鉄道が南海鉄道（現在の南海電気鉄道の前身。後に再独立）と合併、近畿日本鉄道長野線の駅となる[1]。
- 1971年（昭和46年）4月1日：定期券専用自動改札機を設置[2]。
- 1981年（昭和56年）：北口開設。
- 1987年（昭和62年）10月25日：当駅から喜志駅まで複線化[3]。複線区間において7両編成での運転を開始（ホーム有効長は8両編成分）。
- 1994年（平成6年）3月15日：8両運転開始[4]。
- 2007年（平成19年）4月1日：ICカード「PiTaPa」使用開始[5]。
- 2013年（平成25年）3月：南口駅前広場整備工事が完成[6]。南口バスターミナルなどが改修。

## 駅構造
相対式2面2線の地上駅。古市方が複線、河内長野方が単線の行き違い駅でもある。駅の古市方・河内長野方両方に上下線間の交差渡り線がある。下り線の河内長野方に折り返し待機用の引上線があるが、踏切がある関係で有効長は5両分となっている。南北に駅舎・改札口があり上りホームへは北口、下りホームには南口が直結している。双方のホームは地下通路でつながっている。トイレは両ホームにあり、いずれも男女別の水洗式。ホーム有効長は8両分。

### のりば
| のりば | 路線     | 方向 | 行先             |
| ------ | -------- | ---- | ---------------- |
| 1      | O 長野線 | 下り | 河内長野方面     |
| 2      | O 長野線 | 上り | 大阪阿部野橋方面 |

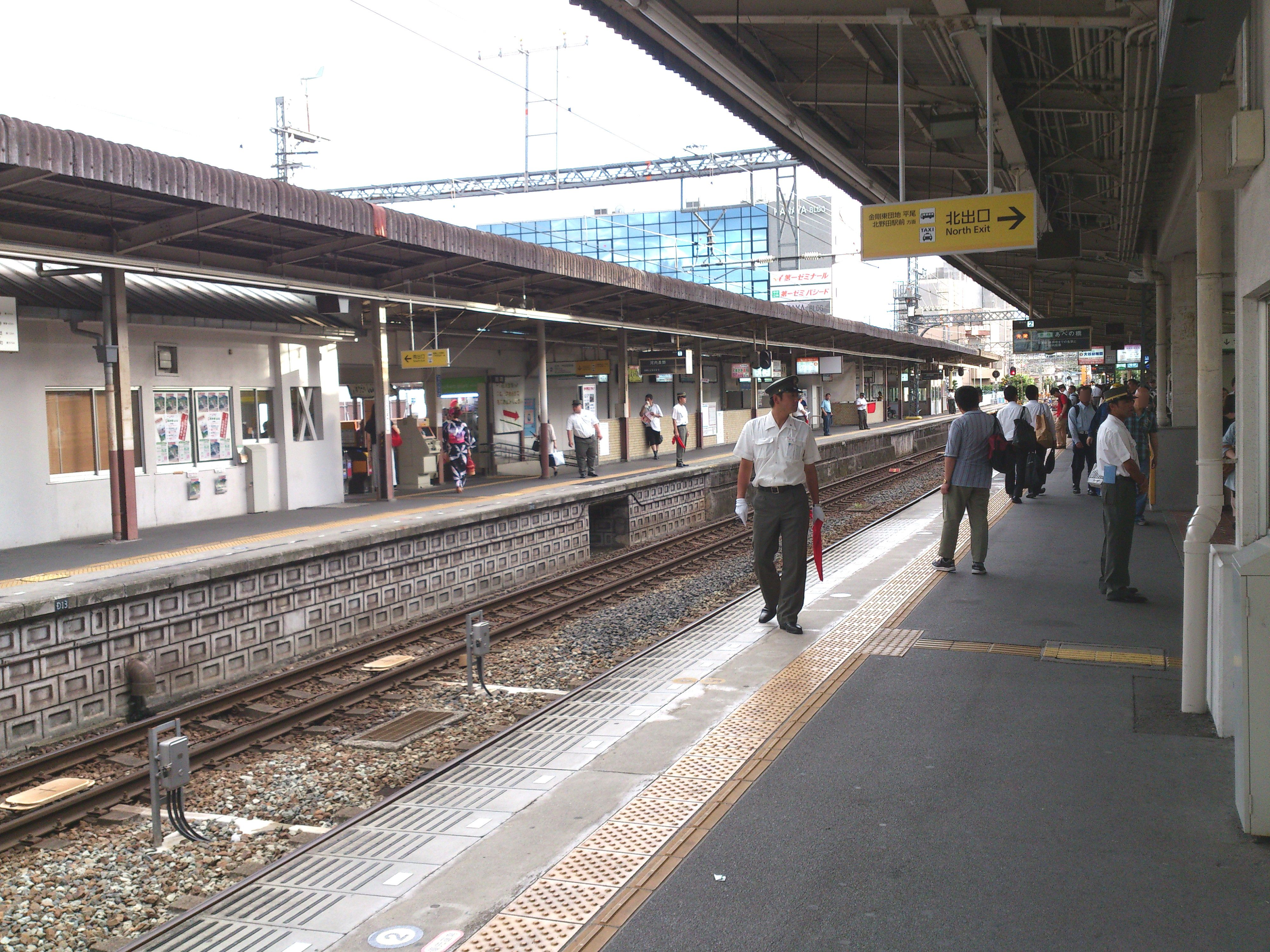
プラットホーム

## 特徴

### 駅設備・営業面
- 古市駅管理の有人駅で、PiTaPa・ICOCA対応の自動改札機および自動精算機（回数券カードおよびICカードのチャージに対応）が設置されている。
- かつては当駅を管理駅として長野線の喜志駅 - 河内長野駅を管轄とする駅長が当駅に配置されていた。
- 特急券および定期券は専用の自動券売機にて購入可能[8]であり、一部時期は窓口で購入が可能。

### ダイヤ面
- 全定期旅客列車が停車しており、平日朝と夕方に大阪阿部野橋駅 - 当駅間の準急が概ね毎時2本、平日夕方に当駅始発の大阪阿部野橋行き急行が4本、平日夕方に当駅始発の古市行き普通が1本設定されている[9]。

### PL花火開催時（1953年 〜 2019年迄）
かつた8月1日に開催の教祖祭PL花火芸術では当駅が最寄り駅で、夕方16時から北口のバスロータリーなどを車両通行を禁止していた。終了直前の20時40分頃から地下通路を閉鎖して北口を古市・大阪阿部野橋方面、南口を河内長野方面専用の改札口にして、入場制限も行われていた。

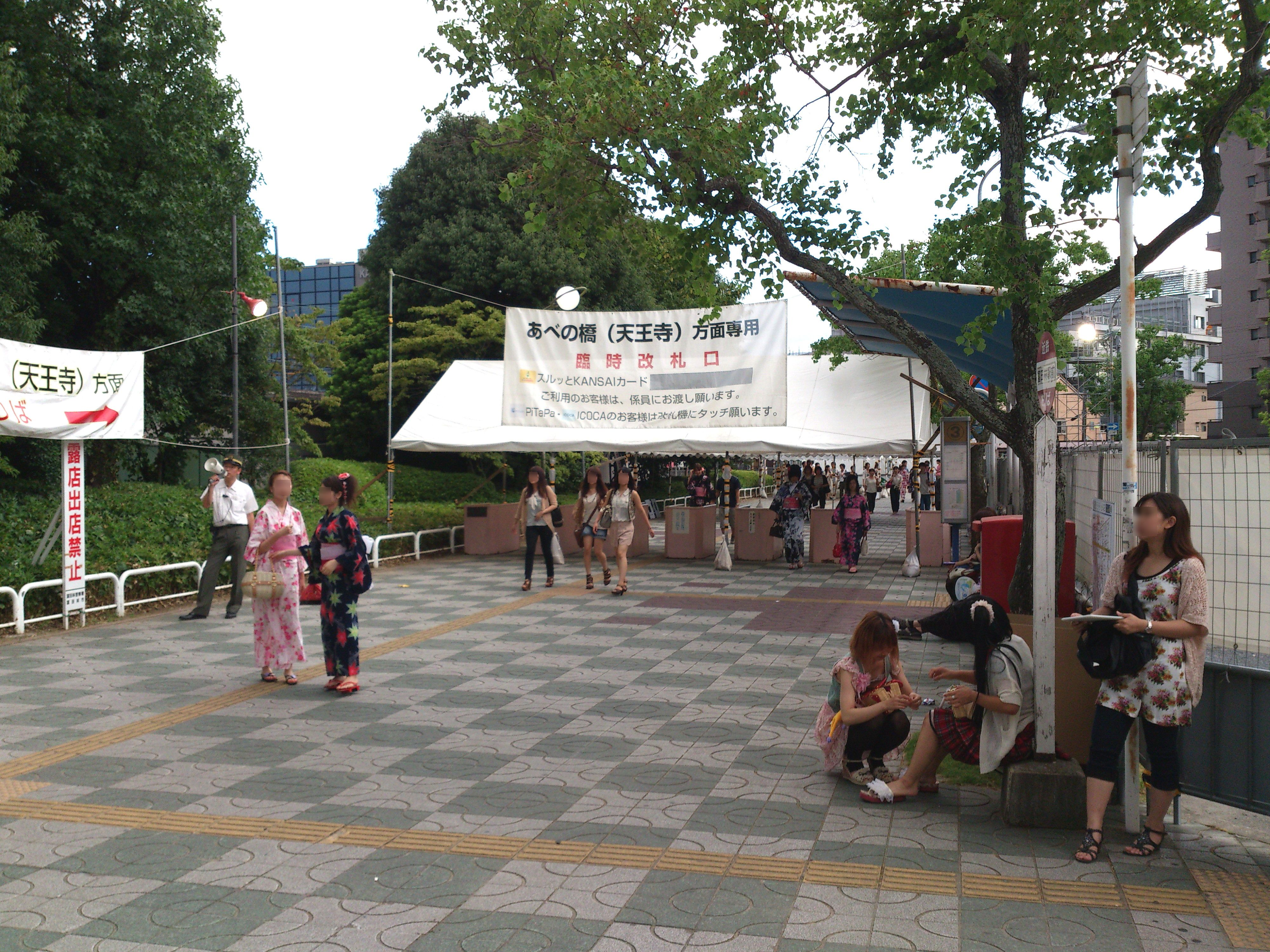
臨時改札口
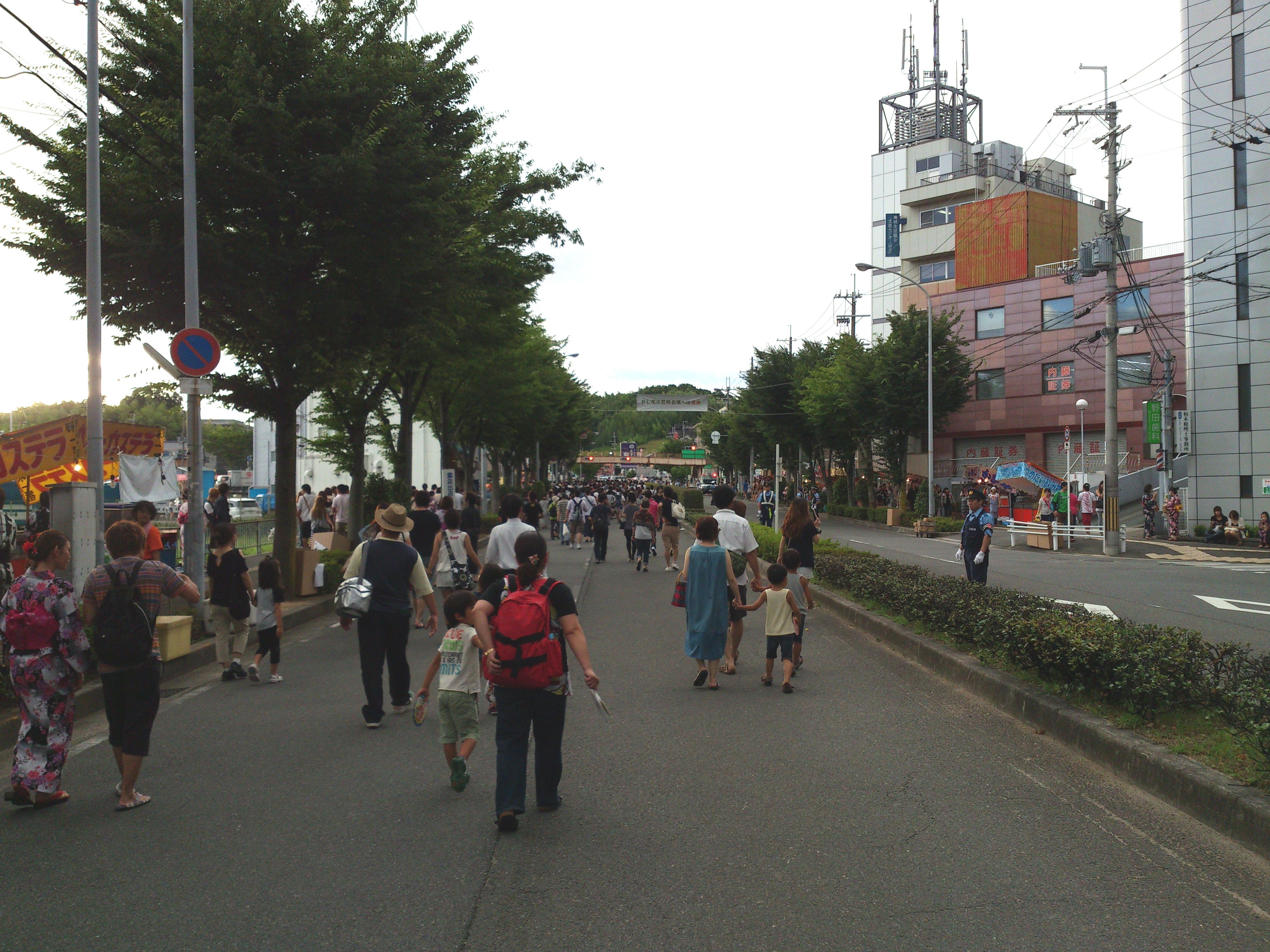
北口ロータリー

## 利用状況
2024年11月12日における1日乗降人員は11,063人である。
近年における1日乗降人員の推移は下表の通り。
| 年度               | 調査日   | 乗車人員 | 降車人員 | 乗降人員 | 出典        | 出典          |
| 年度               | 調査日   | 乗車人員 | 降車人員 | 乗降人員 | 近鉄        | 大阪府        |
| ------------------ | -------- | -------- | -------- | -------- | ----------- | ------------- |
| 1990年（平成02年） | 11月06日 | 9,998    | 10,400   | 20,398   |             | [ 大阪府 1 ]  |
| 1991年（平成03年） | -        | -        | -        | -        |             | [ 大阪府 2 ]  |
| 1992年（平成04年） | 11月10日 | 10,115   | 10,528   | 20,643   |             | [ 大阪府 3 ]  |
| 1993年（平成05年） | -        | -        | -        | -        |             | [ 大阪府 4 ]  |
| 1994年（平成06年） | -        | -        | -        | -        |             | [ 大阪府 5 ]  |
| 1995年（平成07年） | 12月05日 | 9,756    | 10,158   | 19,914   |             | [ 大阪府 6 ]  |
| 1996年（平成08年） | -        | -        | -        | -        |             | [ 大阪府 7 ]  |
| 1997年（平成09年） | -        | -        | -        | -        |             | [ 大阪府 8 ]  |
| 1998年（平成10年） | 11月10日 | 9,443    | 9,523    | 18,966   |             | [ 大阪府 9 ]  |
| 1999年（平成11年） | -        | -        | -        | -        |             | [ 大阪府 10 ] |
| 2000年（平成12年） | 11月07日 | 9,079    | 9,358    | 18,437   | [ 近鉄 1 ]  | [ 大阪府 11 ] |
| 2001年（平成13年） | -        | -        | -        | -        |             | [ 大阪府 12 ] |
| 2002年（平成14年） | -        | -        | -        | -        |             | [ 大阪府 13 ] |
| 2003年（平成15年） | 11月11日 | 8,066    | 8,256    | 16,322   | [ 近鉄 2 ]  | [ 大阪府 14 ] |
| 2004年（平成16年） | -        | -        | -        | -        |             | [ 大阪府 15 ] |
| 2005年（平成17年） | 11月08日 | 8,355    | 8,359    | 16,714   | [ 近鉄 3 ]  | [ 大阪府 16 ] |
| 2006年（平成18年） | -        | -        | -        | -        |             | [ 大阪府 17 ] |
| 2007年（平成19年） | -        | -        | -        | -        |             | [ 大阪府 18 ] |
| 2008年（平成20年） | 11月18日 | 7,839    | 7,997    | 15,836   |             | [ 大阪府 19 ] |
| 2009年（平成21年） | -        | -        | -        | -        |             | [ 大阪府 20 ] |
| 2010年（平成22年） | 11月09日 | 7,565    | 7,664    | 15,229   | [ 近鉄 4 ]  | [ 大阪府 21 ] |
| 2011年（平成23年） | -        | -        | -        | -        |             | [ 大阪府 22 ] |
| 2012年（平成24年） | 11月13日 | 7,195    | 7,264    | 14,459   | [ 近鉄 5 ]  | [ 大阪府 23 ] |
| 2013年（平成25年） | -        | -        | -        | -        |             | [ 大阪府 24 ] |
| 2014年（平成26年） | -        | -        | -        | -        |             | [ 大阪府 25 ] |
| 2015年（平成27年） | 11月10日 | 6,737    | 7,031    | 13,768   | [ 近鉄 6 ]  | [ 大阪府 26 ] |
| 2016年（平成28年） | -        | -        | -        | -        |             | [ 大阪府 27 ] |
| 2017年（平成29年） | -        | -        | -        | -        |             | [ 大阪府 28 ] |
| 2018年（平成30年） | 11月13日 | 6,750    | 6,827    | 13,577   | [ 近鉄 7 ]  | [ 大阪府 29 ] |
| 2019年（令和元年） | -        | -        | -        | -        |             | [ 大阪府 30 ] |
| 2020年（令和02年） | -        | -        | -        | -        |             | [ 大阪府 31 ] |
| 2021年（令和03年） | 11月09日 | 5,509    | 5,473    | 10,982   | [ 近鉄 8 ]  | [ 大阪府 32 ] |
| 2022年（令和04年） | 11月08日 | 5,527    | 5,615    | 11,142   | [ 近鉄 9 ]  | [ 大阪府 33 ] |
| 2023年（令和05年） | 11月07日 | 5,579    | 5,648    | 11,227   | [ 近鉄 10 ] | [ 大阪府 34 ] |
| 2024年（令和06年） | 11月12日 |          |          | 11,063   | [ 近鉄 11 ] |               |

## 駅周辺

### 駅北口側
- パーフェクト リバティー教団本庁
- コノミヤ富田林店
- エディオン富田林店
- ジョーシン富田林店
- 国道170号(大阪外環状線)
- 富田林税務署
- 近畿労働金庫富田林支店

### 駅南口側
- 富田林寺内町 - 国の重要伝統的建造物群保存地区。
- とんだばやしきらめきファクトリー - 市立の観光交流施設。4市町村コミバス（下記参照）の定期券売場も兼ねる。
- 富田林市立中央図書館
- 石川河川公園
- 富田林若松一郵便局
- 関西スーパー富田林駅前店
- 三井住友銀行富田林支店（旧河内銀行→住友銀行）
- りそな銀行富田林支店（旧富田林銀行→野村銀行→大和銀行）
- 関西みらい銀行富田林支店
- 大阪府立近つ飛鳥博物館 - 4市町村コミバス・石川線「近つ飛鳥博物館前行き」に乗車。

### 学校
- 富田林市立
  - 富田林市立向陽台小学校
  - 富田林市立小金台小学校
  - 富田林市立東条小学校
  - 富田林市立新堂小学校
  - 富田林市立藤陽中学校
  - 富田林市立葛城中学校
  - 富田林市立明治池中学校
  - 富田林市立第三中学校

- 大阪府立
  - 大阪府立金剛高等学校
  - 大阪府立富田林支援学校
- 南河内郡千早赤阪村
  - 千早赤阪村立赤阪小学校
  - 千早赤阪村立千早小吹台小学校
  - 千早赤阪村立中学校
- 南河内郡河南町
  - 河南町立かなん桜小学校
  - 河南町立近つ飛鳥小学校
  - 河南町立中学校
  - 大阪芸術大学

## バス路線
南北にバスロータリーがある。南口からは金剛バスの事業廃止を受け2023年12月21日より引き継ぎの形で運行開始された4市町村コミバスが、北口からは近鉄バスの路線バスが発着。

### 南口
近鉄バス・南海バスの乗合バスおよび河南町・千早赤阪村の自家用有償旅客運送。近鉄バスと南海バスの運行便は交通系ICカードの利用が可能。停留所名は「富田林駅」。
金剛バス運行時代の南口バスロータリー完成までは、バスは南口駅舎脇に後退で入線し、同時に複数の行先が発車していく独特の方法をとっていた。のりばは行先別に4つに分かれていた（以前は5つに分かれていた）。
| のりば | 路線           | 運行事業者           | 系統・行先                   | 備考                                                 |
| ------ | -------------- | -------------------- | ---------------------------- | ---------------------------------------------------- |
| 1      | 北大伴線       | 河南町               | 北大伴（楠町）               |                                                      |
| 1      | 石川線         | 河南町               | 近つ飛鳥博物館前             |                                                      |
| 2      | 千早線         | 南海バス・千早赤阪村 | 千早赤阪村立中学校前         | 一部は終点にて金剛登山口行（千早赤阪村営バス）に接続 |
| 3      | 河内線         | 河南町               | 河内（弘川寺前）             |                                                      |
| 3      | 白木線         | 河南町               | 東水分                       |                                                      |
| 3      | 白木線         | 河南町               | 寺田                         | 1日1本運行                                           |
| 3      | さくら坂循環線 | 近鉄バス・河南町     | 64番：さくら坂循環           | 河南町運行便は系統番号なし。夜2本はさくら坂4丁目止   |
| 4      | 東條線         | 南海バス             | 府立こんごう福祉センター循環 | 最終便はこんごう福祉センター止まり                   |
| 4      | 東條線         | 近鉄バス             | 66番：甘南備                 | レインボーバスを活用して運行                         |

### 北口
停留所名は「富田林駅前」。一般路線のほか、3番のりばからは金剛連絡所前へのレインボーバスが発着。

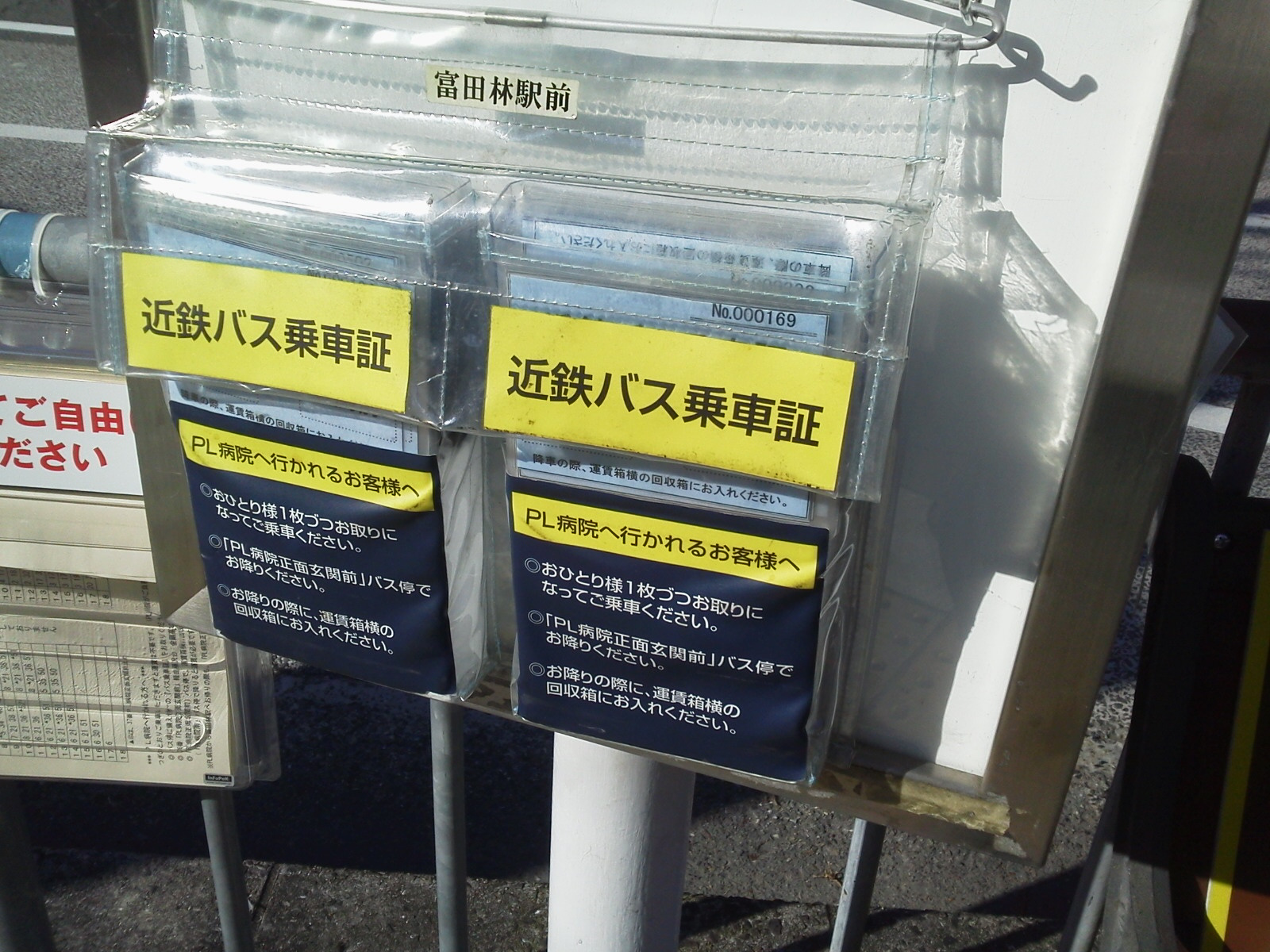
当駅よりPL病院正面玄関前停留所まで乗車の場合は無賃であるが、標柱に備付の乗車証を取る必要がある（取り忘れると有料となる）。

| のりば | 路線         | 担当 | 行先                     | 備考                                     |
| ------ | ------------ | ---- | ------------------------ | ---------------------------------------- |
| 1      | 北野田線     | 松原 | 40番：北野田駅前         | 平日・土曜2本、休日1本運行。平尾西を経由 |
| 1      | 北野田線     | 松原 | 44番：北野田駅前         |                                          |
| 1      | 北野田線     | 松原 | 41番：河内松原駅前       | 平日・土曜夜1本、休日夜2本運行           |
| 2      | 金剛東団地線 | 八尾 | 35番：向陽台・藤沢台循環 |                                          |
| 2      | 金剛東団地線 | 八尾 | 36番：向陽台・藤沢台循環 | 平日・土曜運行。PL病院正面玄関前を経由   |
| 2      | 金剛東団地線 | 八尾 | 37番：PL病院正面玄関前   | 平日・土曜運行                           |

#### 通学バス
下記の各学校への直通通学バスが、北口直近から発着している。
- 桃山学院大学（南海バス374V系統として運行） - 北口ロータリーを出た先に停留所を設置
- 利晶学園小学校
- 利晶学園大阪立命館中学校・高等学校
- 帝塚山学院泉ヶ丘中学校・高等学校

## 隣の駅
近畿日本鉄道
O 長野線
■急行・■準急・■普通
喜志駅 (O17) - 富田林駅 (O18) - 富田林西口駅 (O19)
- 1920年（大正9年）までは喜志駅と当駅の間に宮ノ前駅が存在した。のちに移設のうえ旭ヶ岡駅として再開業し1974年（昭和49年）に廃止された。

### 記事本文

### 利用状況
1. ↑  駅別一日乗降人員 長野線 道明寺線 御所線 - 近畿日本鉄道
2. ↑  大阪府統計年鑑 - 大阪府

#### 近畿日本鉄道
1. ↑  駅別乗降人員 長野線 道明寺線 御所線 - 近畿日本鉄道（ウェイバックマシン）
2. ↑  駅別乗降人員 長野線 道明寺線 御所線 - 近畿日本鉄道（ウェイバックマシン）
3. ↑  駅別乗降人員 長野線 道明寺線 御所線 - 近畿日本鉄道（ウェイバックマシン）
4. ↑  駅別乗降人員 長野線 道明寺線 御所線 - 近畿日本鉄道（ウェイバックマシン）
5. ↑  駅別乗降人員 長野線 道明寺線 御所線 - 近畿日本鉄道（ウェイバックマシン）
6. ↑  駅別乗降人員 長野線 道明寺線 御所線 - 近畿日本鉄道（ウェイバックマシン）
7. ↑  駅別乗降人員 長野線 道明寺線 御所線 - 近畿日本鉄道（ウェイバックマシン）
8. ↑  近鉄線駅別乗降人員データ【調査日：令和3年11月9日(火)】 (PDF)  - 近畿日本鉄道
9. ↑  近鉄線駅別乗降人員データ【調査日：令和4年11月8日(火)】 (PDF)  - 近畿日本鉄道
10. ↑  近鉄線駅別乗降人員データ【調査日：令和5年11月7日(火)】 (PDF)  - 近畿日本鉄道
11. ↑  近鉄線駅別乗降人員データ【調査日：令和6年11月12日(火)】 (PDF)  - 近畿日本鉄道

#### 大阪府統計年鑑
1. ↑  大阪府統計年鑑（平成3年） (PDF)
2. ↑  大阪府統計年鑑（平成4年） (PDF)
3. ↑  大阪府統計年鑑（平成5年） (PDF)
4. ↑  大阪府統計年鑑（平成6年） (PDF)
5. ↑  大阪府統計年鑑（平成7年） (PDF)
6. ↑  大阪府統計年鑑（平成8年） (PDF)
7. ↑  大阪府統計年鑑（平成9年） (PDF)
8. ↑  大阪府統計年鑑（平成10年） (PDF)
9. ↑  大阪府統計年鑑（平成11年） (PDF)
10. ↑  大阪府統計年鑑（平成12年） (PDF)
11. ↑  大阪府統計年鑑（平成13年） (PDF)
12. ↑  大阪府統計年鑑（平成14年） (PDF)
13. ↑  大阪府統計年鑑（平成15年） (PDF)
14. ↑  大阪府統計年鑑（平成16年） (PDF)
15. ↑  大阪府統計年鑑（平成17年） (PDF)
16. ↑  大阪府統計年鑑（平成18年） (PDF)
17. ↑  大阪府統計年鑑（平成19年） (PDF)
18. ↑  大阪府統計年鑑（平成20年） (PDF)
19. ↑  大阪府統計年鑑（平成21年） (PDF)
20. ↑  大阪府統計年鑑（平成22年） (PDF)
21. ↑  大阪府統計年鑑（平成23年） (PDF)
22. ↑  大阪府統計年鑑（平成24年） (PDF)
23. ↑  大阪府統計年鑑（平成25年） (PDF)
24. ↑  大阪府統計年鑑（平成26年） (PDF)
25. ↑  大阪府統計年鑑（平成27年） (PDF)
26. ↑  大阪府統計年鑑（平成28年） (PDF)
27. ↑  大阪府統計年鑑（平成29年） (PDF)
28. ↑  大阪府統計年鑑（平成30年） (PDF)
29. ↑  大阪府統計年鑑（令和元年） (PDF)
30. ↑  大阪府統計年鑑（令和2年） (PDF)
31. ↑  大阪府統計年鑑（令和3年） (PDF)
32. ↑  大阪府統計年鑑（令和4年） (PDF)
33. ↑  大阪府統計年鑑（令和5年） (PDF)
34. ↑  大阪府統計年鑑（令和6年） (PDF)